# 吉田兄弟
吉田兄弟（よしだきょうだい、Yoshida Brothers）は、北海道登別市出身の津軽三味線の兄弟奏者。YB ENTERTAINMENT所属。

## メンバー
- 吉田 良一郎（よしだ りょういちろう、1977年7月26日（47歳） - ）

兄、血液型:A型
- 吉田 健一（よしだ けんいち、1979年12月16日（45歳） - ）

弟、血液型:A型

## 概要
共に5歳より三味線を習い始め、1990年より津軽三味線奏者の初代・佐々木孝に師事。津軽三味線全国大会（青森県弘前市）などで頭角を現し、1999年にアルバム『いぶき』でメジャーデビュー。

## 主な略歴
- 2001年、第15回日本ゴールドディスク大賞 純邦楽アルバム・オブ・ザ・イヤー受賞。2003年、第17回ゴールドディスク大賞 日中国交正常化30周年記念特別賞を受賞。
- 2004年、韓国でアルバムをリリース。日本国内ツアー（全28公演）と合わせ、初の韓国・ソウル公演を開催。
- 2008年6月、ベスト・アルバム『Best of Yoshida Brothers』を発売。
- 2011年8月、吉田良一郎が新・純邦楽ユニット『WASABI』を結成。メンバーは吉田のほか、元永拓（尺八）、美鵬直三朗（太鼓）、市川慎（箏）[1]の4名。
吉田健一がプロデュースした津軽三味線集団『疾風』（HAYATE）が活動開始。当初メンバーは10名[2]。
- 2014年11月、WASABIが屋久島おおぞら高等学校の『おおぞら校歌プロジェクト』に参加。作曲を担当[3]。
- 2016年、プロダクションIGの「アニメーションに特化した」音楽朗読劇シアトリカル・ライブでは、吉田良一郎が音楽監督を担当。
- 2021年、羅川真里茂による津軽三味線を題材にした日本の漫画「ましろのおと」がテレビアニメ化され、津軽三味線による劇中曲は、吉田兄弟が監修。
- 2022年4月、吉田健一ソロプロジェクトが始動。第一弾はブレイクダンスチームKOSÉ 8ROCKSへの提供楽曲『鳴神 -NARUKAMI-』をリリース。

## 音楽

### アルバム
- いぶき（1999年）
- move（2000年）
- Soulful（2002年）
- frontier（2003年）
- Renaissance（2004年）
- Yoshida Brothers（2005年）
- 飛翔 三味線だけの世界 VOL.1（2006年）
- 全国ツアー2006『飛翔』実況完全録音盤（2007年）
- Prism（2009年）
- Another Side Of Yoshida Brothers（2009年）
- 吉田兄弟ベスト壱 1999～2004（2012年）
- 吉田兄弟ベスト弐 2005～2009（2012年）

### シングル
- Storm（2002年）
- RISING（2005年）

### 参加作品
- DAISHI DANCE
  - 「Renovation.feat.吉田兄弟 & 井上鑑」（『Spectacle.』収録、2009年）
- MONKEY MAJIK
  - 「Change」（2007年）
  - 「夏の情事」（2014年）
- EXILE
  - 「FIREWORKS」（『THE HURRICANE 〜FIREWORKS〜』収録、2009年）
  - 「DANCE EARTH〜BEAT TRIP〜」（『EXILE JAPAN』収録、2012年）
- ももいろクローバーZ（名義は桃黒亭一門）
  - 「ニッポン笑顔百景」（2012年）
- 加藤ミリヤ
  - 「この夢が醒めるまで feat.吉田兄弟」（2021年）

### 著作
- 吉田兄弟という生き方（2005年）

### テレビ・CM
- トクホン『トクホンハップ』（2002年）
- アサヒスーパードライ（2003年）
- 映画『SAYURI』予告編
- 任天堂『Wii』全米CM
- テレビドラマ『地獄の沙汰もヨメ次第』ドラマ挿入歌/第6話 出演（2007年）
- 情報番組『はなまるマーケット』ゲスト（2010年）
- バラエティ番組『SMAP×SMAP』
- NHKワールド・NHK BS1『Begin Japanology』テーマソング演奏
- アプリゲーム『ファイトリーグ』（2017年6月、ミクシィ・XFLAG スタジオ）[4][5]– タッグプレイ・吉田兄弟編
- NHKテレビ（北海道ローカル）『北海道道』オープニングテーマ「Cool Spiral」・エンディングテーマ「蜃気楼」演奏
- バラエティ番組『芸能人格付けチェック』（2020年9月29日）[6]

### 音楽朗読劇
- Relic 〜tale of the last ninja〜（2016年）
- シアトリカル・ライブ版 義経千本桜（2017年）